# Liste der Monuments historiques in Saint-Michel-le-Cloucq
Die Liste der Monuments historiques in Saint-Michel-le-Cloucq führt die Monuments historiques in der französischen Gemeinde Saint-Michel-le-Cloucq auf.

## Liste der Bauwerke
| Bezeichnung        | Beschreibung | Standort | Kennzeichnung | Schutzstatus | Datum     | Bild           |
| ------------------ | ------------ | -------- | ------------- | ------------ | --------- | -------------- |
| Schloss Baugisière | Erbaut 1747  | (Lage)   | PA00110315    | Inscrit      | 1993 2006 | weitere Bilder |

## Liste der Objekte
- Monuments historiques (Objekte) in Saint-Michel-le-Cloucq in der Base Palissy des französischen Kultusministeriums